# Петербургская летопись
«Петербу́ргская ле́топись» — фельетоны Фёдора Достоевского, опубликованные в 1847 году в газете «Санкт-Петербургские ведомости», 27 апреля, № 93; 11 мая, № 104; 1 июня, № 121; 15 июня, № 133. Подпись: Ф. Д..

## История возникновения
«Петербургская летопись», состоящая из фельетонов, разновидности «лёгкой литературы», отличается от настоящей художественной литературы. Авторы фельетонов того времени писали о последних происшествиях, рассуждали об общественных обыкновениях, рассказывали о новинках литературы и театра. Стиль изложения подобных материалов поддерживался развлекательным.
Фельетоны стали популярны в западной Европе ещё в начале XIX века, и русские писатели не остались в стороне, включая Достоевского. Главным направлением фельетонного жанра стали «записные книжки», в которых авторы «коллекционировали» новости.

### В Петербурге
«Петербургская летопись» — общее название воскресных фельетонов в газете «Санкт-Петербургские ведомости» (1728—1917), которая с 1847 года выходила в преобразованном формате «газеты политической и литературной». Авторами фельетонов в 1847 году, помимо Достоевского, выступали В. А. Соллогуб, А. Н. Плещеев, Э. И. Губер и Ф. Ф. Корф. Все авторы фельетонов выступали под различными инициалами. Псевдоним Ф. Д. раскрывается редакционным объявлением газеты «О продолжении „С.-Петербургских ведомостей“ в 1848 году», где среди прочих авторов упоминаются «несколько нумеров „Петербургской летописи“ Ф. М. Достоевского».
Впервые принадлежность фельетонов Достоевскому была атрибутирована В. С. Нечаевой. В 1922 году она выпустила четыре фельетона данного цикла в издании: Ф. М. Достоевский, «Петербургская летопись. Четыре статьи. 1847 г.» (Из неизданных произведений). Издательство «Эпоха», Пб.—Берлин. Правда, один атрибутированный фельетон (самый первый в № 81, с псевдонимом Н. Н.) мог быть написан Достоевским лишь в соавторстве, скорее всего, с А. Н. Плещеевым, а один (из № 121) был Нечаевой пропущен и позднее, в 1927 году, атрибутирован А. С. Долининым. О существовании этих фельетонов рассказал П. В. Быков, узнавший о них от самого Достоевского. Таким образом, общее количество фельетонов четыре, принадлежность пятого под вопросом. В. С. Нечаева предположила, что инициатором участия Достоевского в «Петербургских ведомостях» был В. А. Соллогуб, близкий к делам редакции «С.-Петербургских ведомостей», сам ценивший творчество Достоевского и стремившийся к сближению с ним.

## Рассказчик
Фельетоны Достоевского отличались от классических «записных книжек» наличием фланёров — особого типа рассказчиков, от лица которых излагались все новости и рекомендации. Фланёры бродили по городу, пересказывая всё увиденное с добавлением собственного отношения и впечатлений. Эти вымышленные рассказчики могли добавить элементы своей «биографии» или воспоминаний. Таким образом, рассказчик у Достоевского частично становится персонажем фельетонов.

## Тема Петербурга
Начиная с «Петербургской летописи» творчество писателя обращается к публицистике, публицистическое и фельетонное начало не покидало Достоевского до последних дней. Одной из самых актуальных тем очерков молодого автора была тема Петербурга. Она обсуждалась им в фельетонах не менее остро, чем в его прозаических произведениях, и её истолкование происходило на стыке споров славянофилов и западников. Начало 1847 года приходилось на период усиления в Достоевском критического восприятия действительности, элементов социального бунтарства, поэтому все симпатии писателя находились на стороне западников.
Если в произведениях зрелого Достоевского тема Петербурга окрашена в трагические тона, то в «Петербургской летописи» в целом царят жизнеутверждающие городские мотивы, искренняя убеждённость молодого публициста в «современный момент и идею настоящего момента», в силу и благо «направления Петрова». «Будущее его (Петербурга) ещё в идее; но идея эта принадлежит Петру I, она воплощается, растёт и укореняется с каждым днём не в одном петербургском болоте, но во всей России, которая вся живёт одним Петербургом». В то же время на последних страницах очерков возникает образ «больного, странного и угрюмого Петербурга, в котором так скоро гибнет молодость, так скоро вянут надежды, так скоро портится здоровье и так скоро перерабатывается весь человек».
В данных фельетонах Достоевский выступает как характерный представитель «натуральной школы». Публицистические выступления молодого фельетониста сомкнулись с массой подобных «физиологических очерков» и «типов» А. Н. Плещеева, В. А. Соллогуба, И. И. Панаева, И. С. Тургенева, И. А. Гончарова и многих других. Тем самым Достоевский принял участие в трансформации жанра «чистого» фельетона, включая в него элементы «физиологического очерка». Но при этом Достоевского от всех прочих отличал созданный им тип повествователя — фланера-мечтателя. Этот мечтатель — своеобразный двойник самого Достоевского, многие его рассуждения имеют под собой автобиографическую подоплёку. В частности сентенция о кружках вынесена Достоевским из личного знакомства со многими участниками кружков Н. В. Станкевича, М. В. Петрашевского, А. И. Герцена, В. Г. Белинского и других.
Критическое умонастроение молодого автора явствует из упрёков на отсутствие в Петербурге подлинной «общественной жизни», «публичных интересов»: «…то есть публичные интересы у нас есть, не спорим. Мы все пламенно любим отечество, любим наш родной Петербург, любим поиграть, коль случится: одним словом, много публичных интересов». Тем не менее, его скрытый упрёк николаевской эпохе таков: «счастие не в том, чтоб иметь социальную возможность сидеть сложа руки и разве для разнообразия побогатырствовать, коль выпадет случай, а в вечной неутомимой деятельности и в развитии на практике всех наших наклонностей и способностей». Влияние взглядов В. Г. Белинского, лично с которым Достоевский к этому времени уже разошёлся, но во многих оценках по-прежнему сходился, сказалось на суждениях об исторической роли Петербурга, о взглядах французского путешественника и историка маркиза де Кюстина.

## Влияние
Многие бытовые зарисовки фельетонов, чередовавшиеся с публицистическими рассуждениями Достоевского, позднее легли в основу нескольких прозаических работ Достоевского: «Слабое сердце», «Ползунков», «Белые ночи», «Ёлка и свадьба», «Маленький герой», «Неточка Незванова». В «Петербургской летописи» впервые появился образ Юлиана Мастаковича, который в произведениях 1860—1870-х годов преломился в персонажах «Вечного мужа» (Трусоцкий), «Преступления и наказания», (Свидригайлов), «Униженных и оскорблённых» (Валковский). Это дало основание комментаторам Достоевского назвать «Петербургскую летопись» своеобразной творческой лабораторией Ф. М. Достоевского.
Уже в ранних произведениях Достоевского появляются персонажи-фланёры, которые бесцельно бродят по Петербургу. Это, например, Ордынов из «Хозяйки» или Мечтатель из «Белых ночей». В более позднем «Преступлении и наказании» у Раскольникова есть место назначения, но он не стремится туда добраться, что также делает его фланёром. Для всех подобных героев прообразы возникли ещё в «Петербургской летописи». При преобладании «репортажной» составляющей над личными характеристиками в произведениях Достоевского появляются рассказчики из таких произведений, как «Ёлка и свадьба» и «Бесы». При усилении исповедальной стороны получается Мечтатель из «Белых ночей» и отставной коллежский асессор «Записок из подполья».
«Петербургская летопись» представляла собой аналог записной книжки писателя, содержащей подготовительный материал для его поздних художественных произведений. В частности, из этой летописи берёт начало «Дневник писателя».